# ATC (L02)
Jest to część klasyfikacji anatomiczno-terapeutyczno-chemicznej:
- L – Leki przeciwnowotworowe i immunomodulujące
  - L 01 – Cytostatyki
  - L 02 – Leki hormonalne
  - L 03 – Leki immunostymulujące
  - L 04 – Leki immunosupresyjne

Obejmuje ona leki stosowane w terapii hormonalnej:

## L 02 A – Hormony i ich pochodne
- L 02 AA – Estrogeny
  - L 02 AA 01 – dietylostylbestrol
  - L 02 AA 02 – fosforan poliestradiolu
  - L 02 AA 03 – etynyloestradiol
  - L 02 AA 04 – fosfestrol
- L 02 AB – Progestageny
  - L 02 AB 01 – megestrol
  - L 02 AB 02 – medroksyprogesteron
  - L 02 AB 03 – gestonoron
- L 02 AE – Analogi gonadoliberyny
  - L 02 AE 01 – buserelina
  - L 02 AE 02 – leuprorelina
  - L 02 AE 03 – goserelina
  - L 02 AE 04 – tryptorelina
  - L 02 AE 05 – histrelina
  - L 02 AE 51 – leuprorelina i bikalutamid
- L 02 AX – Inne hormony

## L 02 B – Antagonisty hormonów i ich pochodne
- L 02 BA – Antyestrogeny
  - L 02 BA 01 – tamoksyfen
  - L 02 BA 02 – toremifen
  - L 02 BA 03 – fulwestrant
  - L 02 BA 04 – elacestrant
- L 02 BB – Antyandrogeny
  - L 02 BB 01 – flutamid
  - L 02 BB 02 – nilutamid
  - L 02 BB 03 – bikalutamid
  - L 02 BB 04 – enzalutamid
  - L 02 BB 05 – apalutamid
  - L 02 BB 06 – darolutamid
- L 02 BG – Inhibitory enzymów
  - L 02 BG 01 – aminoglutetymid
  - L 02 BG 02 – formestan
  - L 02 BG 03 – anastrozol
  - L 02 BG 04 – letrozol
  - L 02 BG 05 – worozol
  - L 02 BG 06 – eksemestan
- L 02 BX – Inne
  - L 02 BX 01 – abareliks
  - L 02 BX 02 – degareliks
  - L 02 BX 03 – abirateron
  - L 02 BX 04 – relugoliks
  - L 02 BX 53 – abirateron z prednizolonem